# Język mundari
Język mundari – jeden z języków należących do grupy munda austroazjatyckiej rodziny językowej. Używany jest przez członków plemion Mundari i Bhumidź zamieszkujących wschodnie rejony Indii, zaliczanych do tzw. Adiwasi (Scheduled Tribes). Nadawane są programy radiowe w tym języku. Około 20% użytkowników posługuje się językiem mundari również na piśmie, około 60–70% jest piśmiennych w innych językach, takich jak orija i bengali. 